# Перфорация желудочно-кишечного тракта
Перфорация желудочно-кишечного тракта представляет собой образование отверстия в стенке части желудочно-кишечного тракта. Желудочно-кишечный тракт включает пищевод, желудок, тонкую и толстую кишки. Симптомы включают острую боль, возникающую в верхней части брюшной полости, которая быстро распространяется на весь живот. Боль обычно носит постоянный характер. Может возникнуть сепсис с учащенными сердцебиением и дыханием, лихорадкой и спутанностью сознания.
Причинами перфорации могут стать ножевое ранение, случайное употребление в пищу острого предмета, медицинская процедура, такая как колоноскопия, непроходимость кишечника, заворот кишечника, рак толстой кишки или дивертикулит, язва желудка, ишемия кишечника и ряд бактерий, включая Clostridioides difficile. При наличии данного образования кишечное содержимое проникает в брюшную полость. Проникновение бактерий приводит к состоянию, известному как перитонит, или к образованию абсцесса. Образование в желудке также может привести к химическому перитониту из-за проникновения желудочной кислоты. Компьютерная томография, как правило, является предпочтительным методом диагностики. Однако, свободный воздух из перфорации часто можно увидеть на обычном рентгеновском снимке.
Перфорация в любом месте желудочно-кишечного тракта обычно требует экстренной операции в виде исследовательской лапаротомии. Она проводится вкупе с внутривенными вливаниями и антибиотиками (такими как пиперациллин/тазобактам или комбинация ципрофлоксацина и метронидазола). Иногда образование может быть зашито, в то время как в других случаях требуется резекция кишечника. Даже при максимальном лечении риск смерти может достигать 50 %. Перфорация вследствие язвы желудка возникает примерно у 1 на 10 000 человек в год, в то время как перфорация от дивертикулита возникает примерно у 0,4 на 10 000 человек в год.

## Симптомы
Признаки и симптомы могут включать внезапную боль в эпигастрии с правой стороны, указывающую на перфорацию язвы двенадцатиперстной кишки. Перфорация язвы желудка проявляется жгучей болью в эпигастрии с метеоризмом и диспепсией.
При перфорации кишечника боль начинается с места перфорации и распространяется по всему животу.
Перфорация желудочно-кишечного тракта приводит к сильной боли в животе, усиливающейся при движении, тошноте, рвоте и гематемии (рвоте кровью). Более поздние симптомы включают лихорадку и озноб. В любом случае живот становится твердым. 
Симптомы разрыва пищевода могут включать внезапное появление боли в груди.

## Причины
Основные причины возникновения включают язву желудка, язву двенадцатиперстной кишки, аппендицит, рак желудочно–кишечного тракта, дивертикулит, воспалительные заболевания кишечника, синдром верхней брыжеечной артерии, травму, сосудистый синдром Элерса-Данлоса и аскаридоз. Брюшной тиф, прием нестероидных противовоспалительных препаратов и коррозивных веществ также могут стать причиной такого состояния.

## Диагноз
На рентгеновских снимках в брюшной полости может быть виден газ. Он легко визуализируется на рентгеновском снимке, когда пациент находится в вертикальном положении. Перфорацию часто можно визуализировать с помощью компьютерной томографии. Лейкоциты часто повышены.

## Лечение
Почти всегда требуется хирургическое вмешательство в виде исследовательской лапаротомии и закрытия перфорации с промыванием брюшины. Иногда они могут управляться лапароскопически. Пластырь Грэма может быть использован при перфорации двенадцатиперстной кишки.
Консервативное лечение, включающее внутривенное вливание, антибиотики и зондирование желудка, показано только в том случае, если пациент нетоксичен и клинически стабилен.